# Водно-болотне угіддя Бієнкові плавні
Бієнкові плавні — цінне водно-болотне угіддя, яке входить до складу національного природного парку "Білобережжя Святослава". Розташоване  угіддя в західній частині Кінбурнського півострова (Миколаївський район (колишній Очаківський) Миколаївської області, Україна), від узбережжя Дніпровсько-Бузького лиману на півночі до підвищених піщаних ділянок центральної частини півострова на півдні, від с. Покровське на заході до "Волижиного Лісу" - заповідної ділянки Чорноморського біосферного заповідника на сході. Площа угіддя становить близько 835 га, периметр - близько 14,5 км. Майже все угіддя входить до складу заповідної зони "Бієнкові плавні" Парку площею 922 га.

## Загальна природоохоронна цінність угіддя
Через наявність значних плавневих масивів, системи мілководних озер та значного ландшафтного різноманіття водно-болотне угіддя Бієнкові плавні має велике значення як нерестовища та місця гніздування і концентрації коловодних птахів, хоча за критеріями Рамсарської Конвенції воно не отримало міжнародного статусу. Тим не менш, угіддя має велике регіональне значення для охорони та відтворення птахів, що охороняються в рамках виконання Бернської та Боннської Конвенцій і Угоди AEWA. Значна частина видового біорізноманіття відноситься до рідкісних та ендемічних видів, зустрічаються представники регіональних реліктів більш гумідних епох. Окрім того, плавневі системи беруть активну участь у фильтрації вод Дніпровсько-Бузького лиману та її природного очищення від біогенних елементів. Так, 1 га плавнів лиману за рік здатні акумулювати у кореневих системах до 380 кг азоту та 84 кг фосфору.

## Особливості ландшафтного комплексу та основних геокомпонентів

Перша відома картографічна згадка про ур. Бієнкові плавні від 1787 року

Перша картографічна згадка цього урочища нам відома з карти 1787 року як "ур. Бієнноє", згодом (на картах 1804-1816 рр.) це місце позначене як "Бієнкой". Враховуючи перевагу у місцевості плавнів, на даний час урочище отримало назву "Бієнкові плавні".
Ландшафтна структура урочища строката. В ній поєднуються озерні, болотні, лучно-болотні, лучні, солончакові, лучно-степові та степові комплекси (останні були значною частиною вкриті штучними сосновими лісовими насадженнями). Окремими фрагментами зустрічаються рештки реліктових заплавних вербових та тополевих лісів. 
Бієнкові плавні входять до Бієнкового інгресивно-плавневого прилиманно-озерного локусу (ландшафту) Західнокінбурнського постостровного фізико-географічного підрайону. Його геоморфологічну основу складає улоговина з плоскорівнинним рельєфом, ускладненим озерними заболочено-солончаковими депресиями з переважаючими висотами до 0-2 м, приблизно 4 х 2,5 км. Західна частина урочища майже повністю вирівняна, з переважаючими відмітками -0,4...0,0 м, східна частина - -0,7...4,3 м. Своєрідний "каркас" серед низини утворюють окремі піщані пасма висотою до 4,4 м та шириною до 250-400 м. На незакріплених поверхнях пасм наявні ознаки еолового сортування (Касьянов Є.О., особисті дані). З південного заходу ур. Бієнкові плавні переходять в ур. Комендантське, для якого характерна наявність реліктових заплавних дубових, вербових та чорновільхових лісів; з заходу рельєф представляє горбистохвилясті пасмововидолинкові флювіальні рівнини з озерно-солончаковими депресіями, утворюючи до околиць с. Покровське ур. Бикове (місцева назва); зі сходу Бієнкові плавні обмежені піщаним пасмом ур. Волижин. До аквальної частини урочища ми відносимо мілководдя Дніпровсько-Бузького лиману до лінії переламу рельєфу приблизно по ізобатам 1,0-1,5 м.

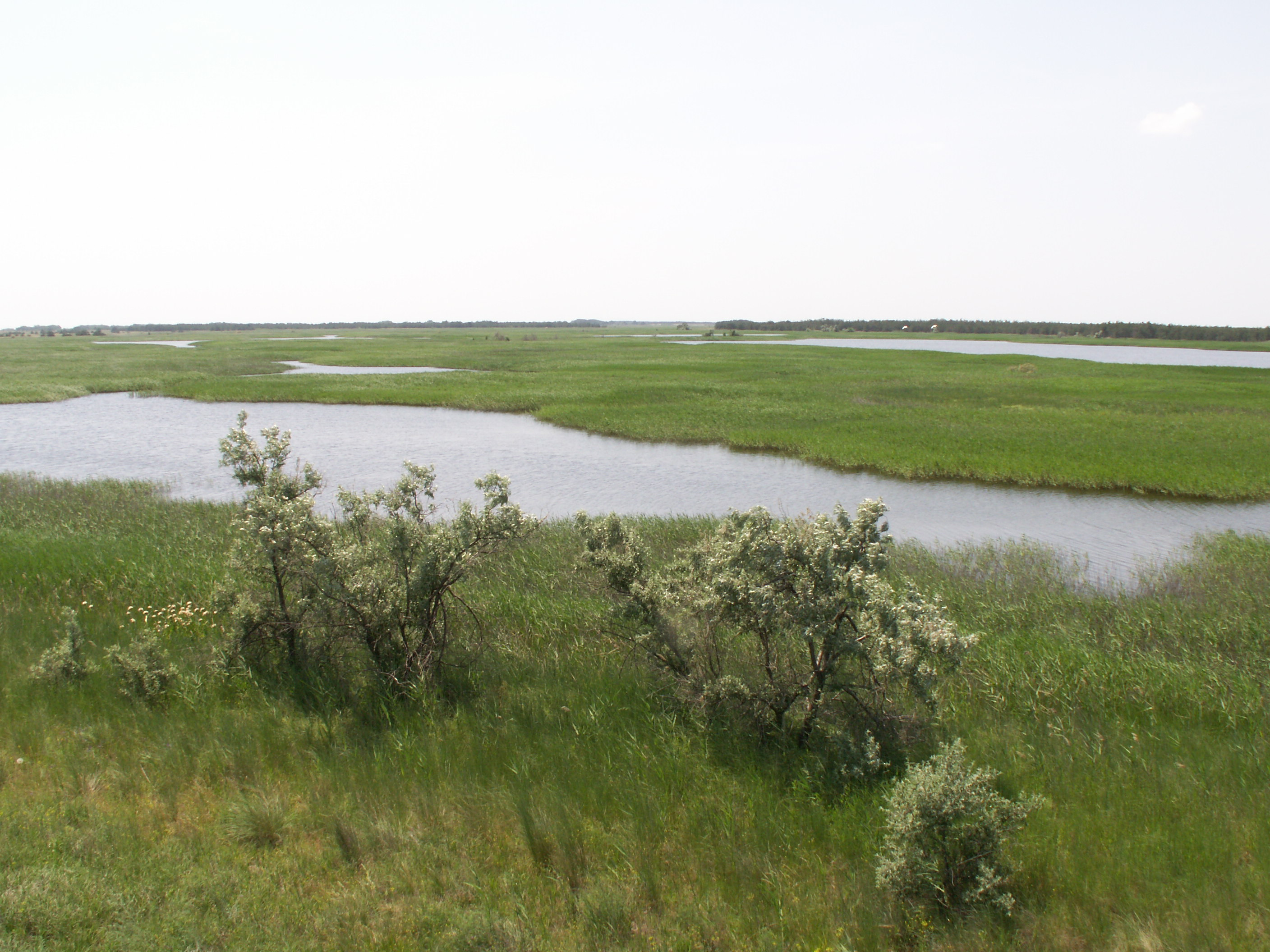
Вид на Нерестові озера. Фото Чауса В.Б.

Східна, найбільш низька, частина урочища, частково відокремлена від лиману, характеризується поширенням мережі мілководних озер та плавневих масивів навколо них. Під час наявного гідрологічного зв`язку з лиманом ці озера використовуються місцевою (переважно короповою) іхтіофауною як нерестовища, тому ця ділянка часто називається ур. Нерестові озера. Самі озера мілководні, з мулистим та піщано-мулистим дном. Південно-східна частина більш підвищена, з чисельними пересихаючими озерами та менш високою водно-болотною рослинністю; деякими місцевими дослідниками вона виділяється в ур. Куцурцбські озера. Північно-західна частина більш відома як ур. Розливи, та характеризується меншою озерністю, широким розповсюдженням очеретяних болот, які заливаються переважно у весняний період. Загальна площа озер сягає приблизно до 200 га, однак вона вельми динамічна та мінлива.

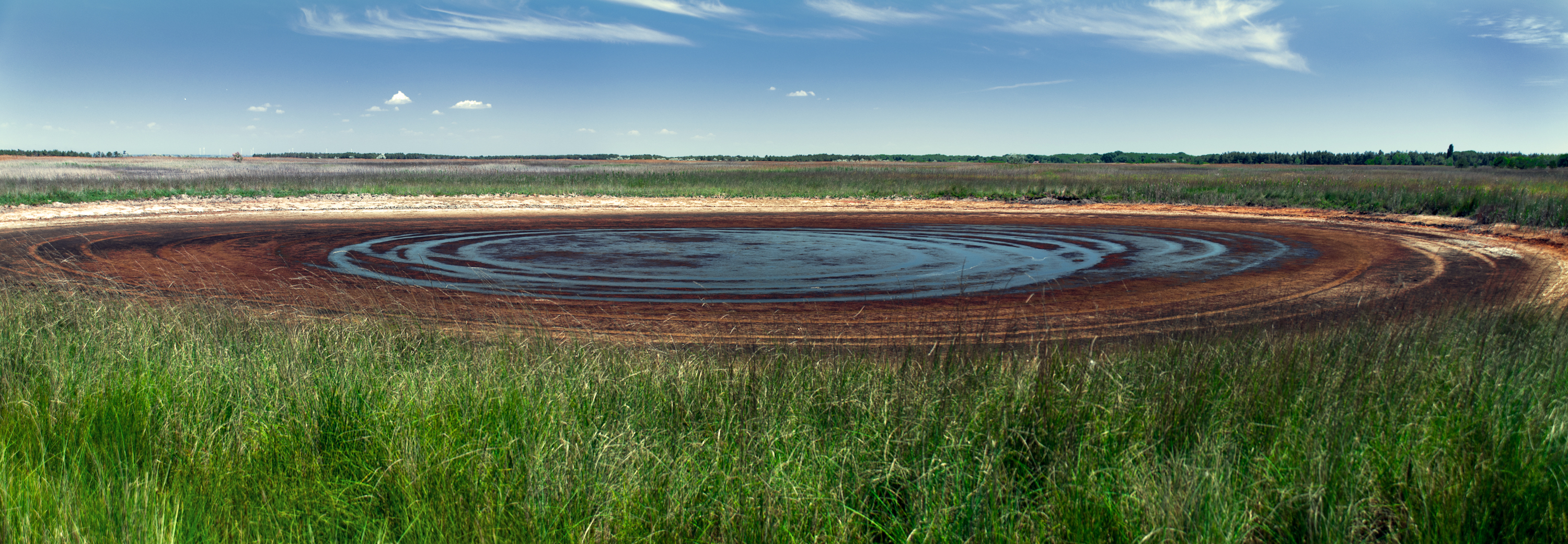
Одне з типових озер ур. Бієнкові плавні. Фото Шебалдіна А.

На території урочища здебільшого переважають зони високого стояння ґрунтових вод (від 0,5 м і вище), де формуються болотні ґрунти різного ступеня засоленості (переважно хлоридного складу) зі слабко-гумусним профилем товщиною 20-30 см, ознаками оглеєння від поверхні, вмістом гумусу до 0,9-2,0% та солей від 0,01 до 1,2%.

## Флора

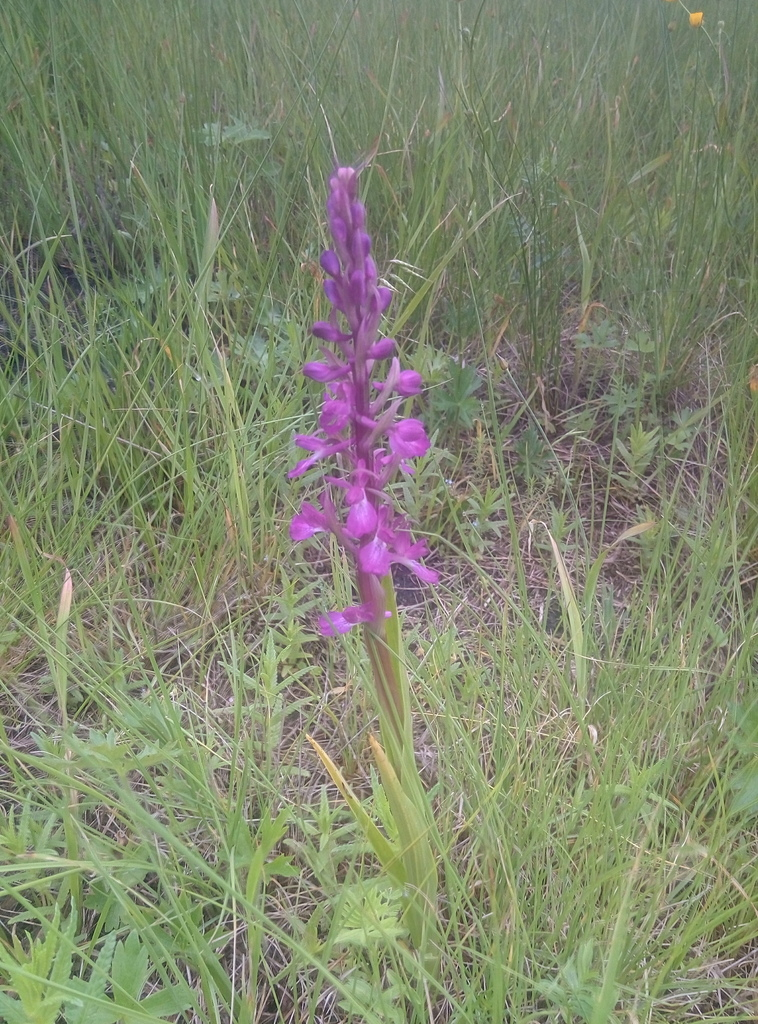
Плодоріжка болотна (Anacamptis palustris (Jacq.) R.M. Bateman, Pridgeon et M.W. Chase, 1997) в західній частині ур. Бієнкові плавні. Фото Касьянова Є.О.

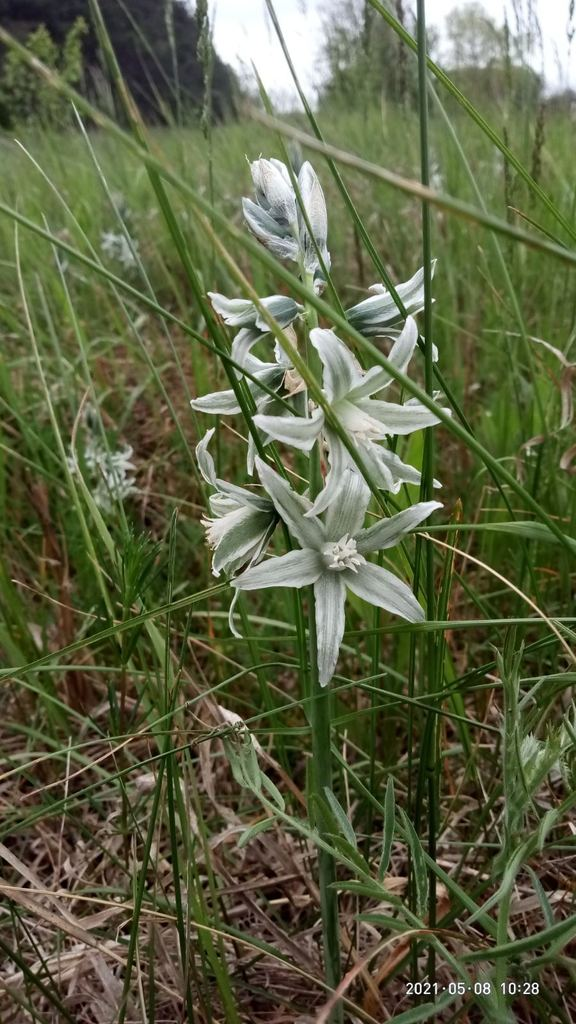
Рястка Буше (Ornithogalum boucheanum (Kunth) Asch.) на межі урочищ Бієнкові плавні та Волижин. Фото Касьянова Є.О.

Флора урочища Бієнкові плавні налічує близько 170 видів вищих рослин, що становить приблизно 26% фіторізноманіття національного природного парку. Серед них є низка рідкісних та ендемічних видів: Береза дніпровська (Betula borysthenica Klokov), Бурачок савранський (Alyssum savranicum Andrz.), Волошка короткоголова (Centaurea breviceps Iljin, 1927), Житняк пухнатоквітковий (Agropyron dasyanthum Ledeb., 1820), Жовтозілля дніпровське (Jacobaea borysthenica (DC.) B.Nord. & Greuter, 2006 [=Senecio borysthenicus (DC.) Andrz. ex Czern.]), Ковила дніпровська (Stipa borysthenica Klokov ex Prokudin, 1951), Козельці дніпровські (Tragopogon borysthenicus Artemczuk), Медовий осот солонцевий (Rhaponticum serratuloides (Georgi) Bobrov, 1960), Плодоріжка блощична (Anacamptis coriophora (L.) R.M. Bateman, Pridgeon et M.W. Chase, 1997), Плодоріжка болотна (Anacamptis palustris (Jacq.) R.M. Bateman, Pridgeon et M.W. Chase, 1997), Плодоріжка розмальована (Anacamptis picta (Loisel.) R.M. Bateman), Сон лучний (Pulsatilla pratensis (L.) Mill. s.l.), Чебрець дніпровський (Thymus borysthenicus Klokov & Des.-Shost., 1927). Відносно нещодавно (у 2012-2019 рр.) на окраїнах угіддя були також знайдені Холодок Паласа (Asparagus pallasii Miscz. (1916)), Проліски дволисті (Scilla bifolia L., 1753) та Рястка Буше (Ornithogalum boucheanum (Kunth) Asch.); є висока ймовірність зустрічі Білоцвіта літнього (Leucojum aestivum L.) та Куширу донського (Ceratophyllum tanaiticum Sapjegin, 1902) (Касьянов Є.О., особисті дані). Вказані созофіти відносяться до Червоної книги України, Міжнародного Червоного списку МСОП та його Європейської регіональної ініціативи - Європейського Червоного списку, регіонального Червоного списку Миколаївської області; ендемізм характерний для Нижньодніпровських піщаних арен.
Домінуючим типом рослинності в межах урочища є галофітизовані очеретяні болота, що оточують солонуваті мілководні озера. Основним домінантом в ниї є Очерет звичайний (Phragmites australis (Cav.) Trin. ex Steud., 1841), як співдомінанти виступають Бульбокомиш морський (Bolboschoenus maritimus (L.) Palla (1905)), Куга Табернамонтана (Schoenoplectus tabernaemontani (C.C.Gmel.) Palla (1888)), Солончакова айстра звичайна (Aster tripolium L. [=Tripolium vulgare Nees.]), Лутига простерта (Atriplex prostrata Boucher ex DC., 1805). Через засолення видовий склад боліт досить збіднений, висота очерету здебільшого не первищує 1,5 м.
Солончакова рослинність формується переважно зі внутрішнього боку очеретяних заростей на межі пересохлих озер, де зростають чисті зарості Солеросу солончакового (Salicornia perennans Willd., 1797), з незначною участю Содника солонцевого (Suaeda salsa (L.) Pall.) та Лутиги черешкуватої (Atriplex pedunculata L. [=Halimione pedunculata (L.) Aellen, 1938]).

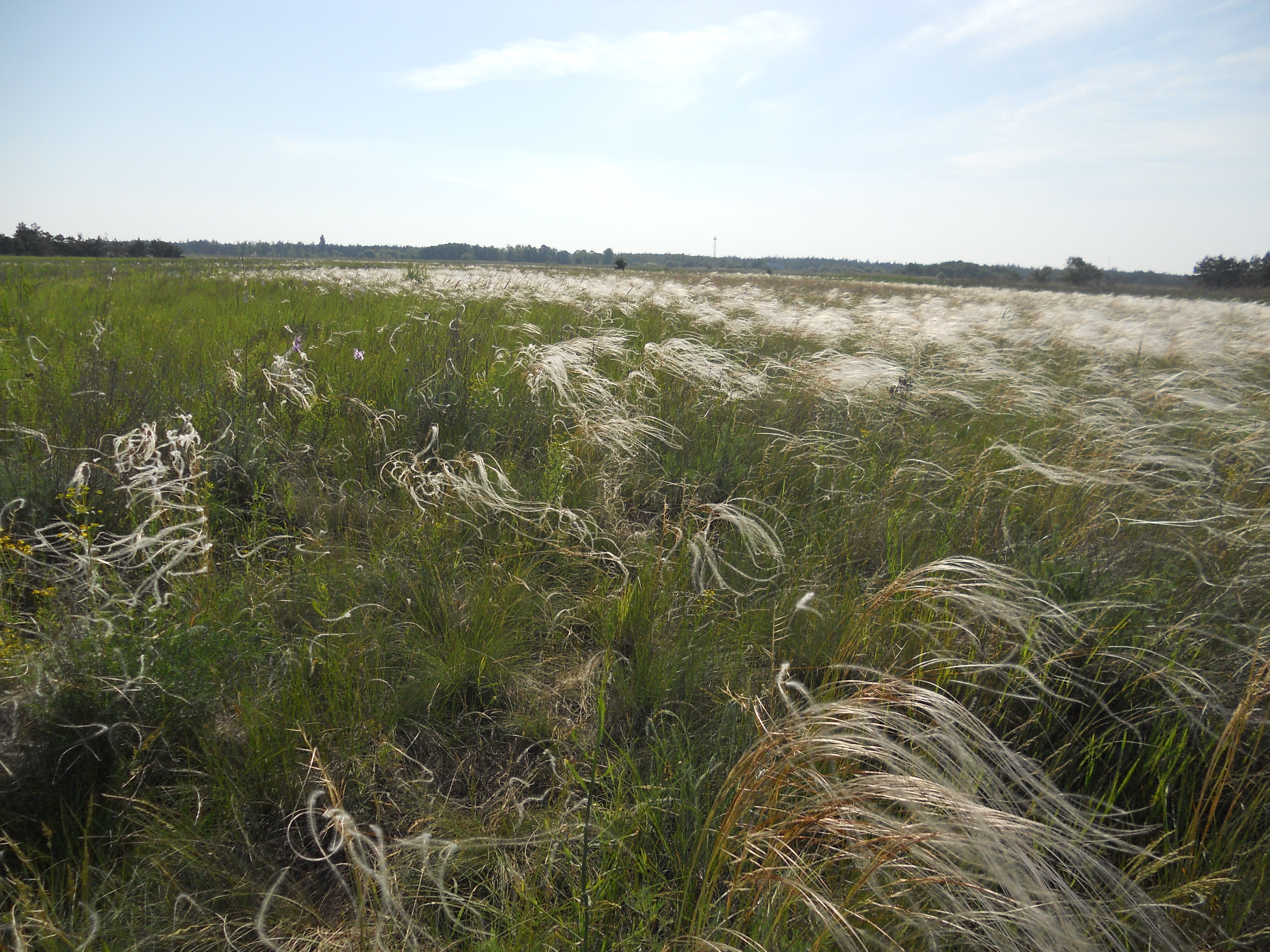
Ковила дніпровська на степових ділянках ур. Бієнкові плавні. Фото Чауса В.Б.

Більш різноманітними є лучні угруповання, які оточують очеретяні зарості біль-менш широкою смугою ззовні (при переході до степових комплексів). Всі луки мають ознаки засолення у більшому або меншому ступені.
Слабкозасолені луки поширені досить мало; в них домінують Мітлиця гігантська (Agrostis gigantea Roth 1788), Куничник наземний (Calamagrostis epigejos (L.) Roth, 1788), Свинорій пальчастий (Cynodon dactylon (L.) Pers., 1805), Комишевик звичайний (Scirpoides holoschoenus (L.) Soják); різнотрав`я представлене Дивиною фіолетовою (Verbascum phoeniceum L., 1753), Звіробоєм звичайним (Hypericum perforatum L. 1753), Морквою дикою (Daucus carota L., 1753) тощо.

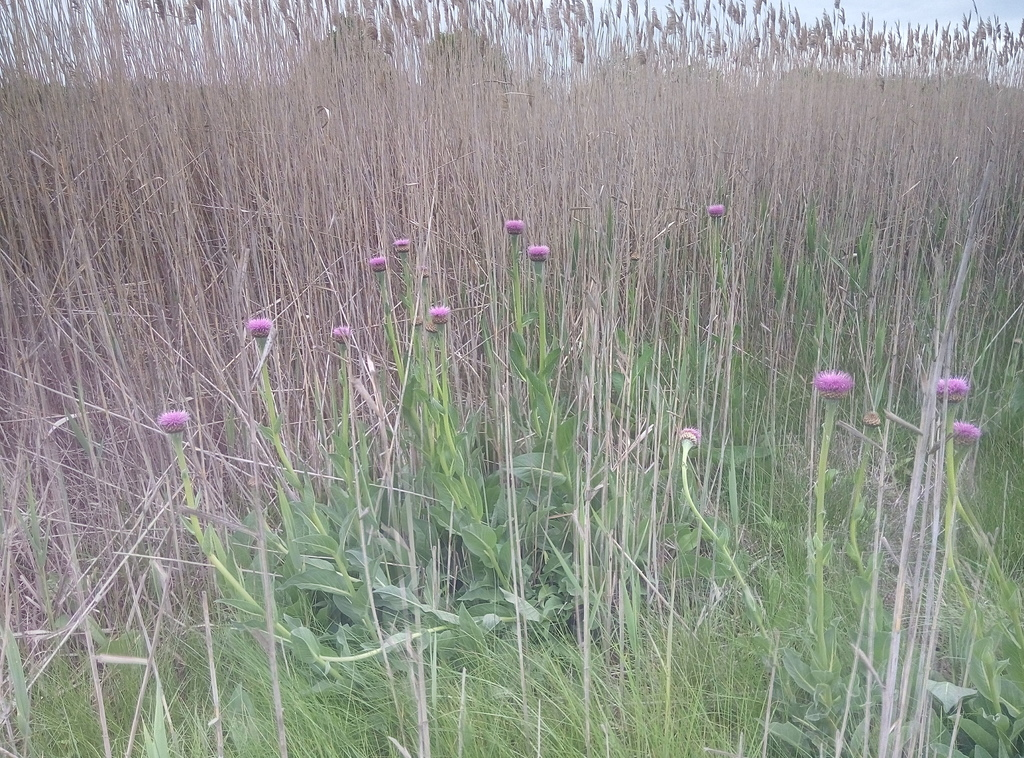
Медовий осот солонцевий (Rhaponticum serratuloides (Georgi) Bobrov, 1960) на південній окраїні очеретяних болот. Фото Касьянова Є.О.

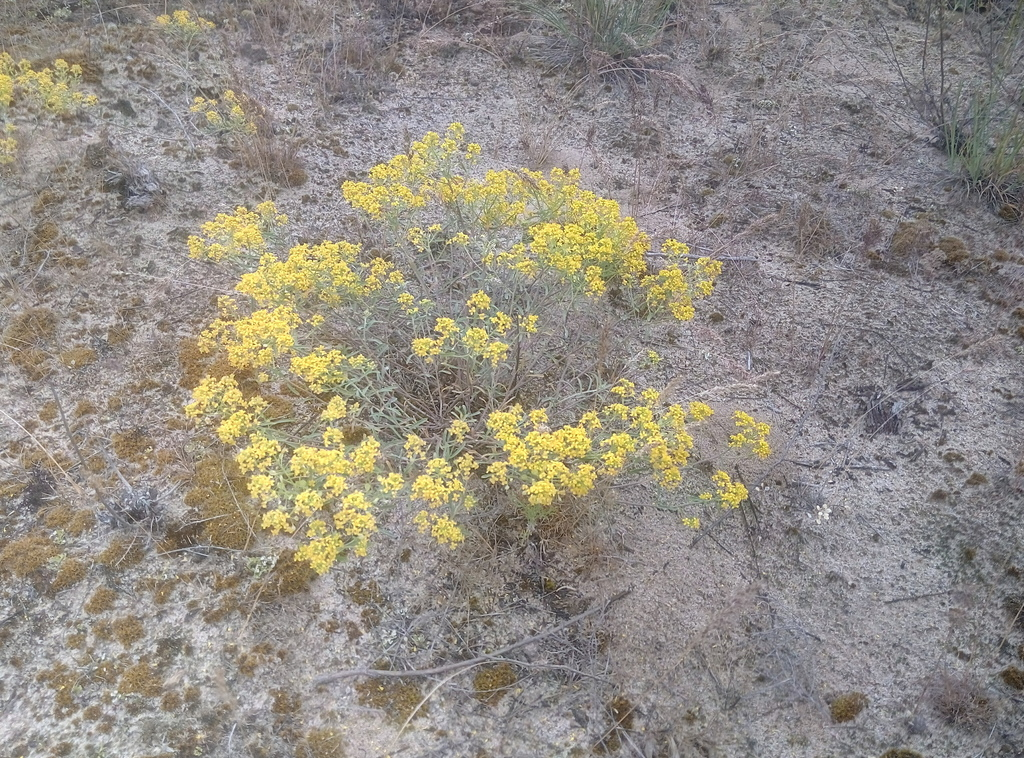
Бурачок савранський (Alyssum savranicum Andrz.) на ділянці піщаного степу. Фото Касьянова Є.О.

Середньо- та сильнозасолені глікофітні луки займають відносно великі ділянки. В їх рослинному покриві домінують Пирій видовжений (Elytrigia elongata (Host) Nevski [=Thinopyrum elongatum (Host) D.R.Dewey, 1984]), Костриця Регеля (Festuca regeliana Pavlov [?=Festuca arundinacea Schreb. 1771]), Осока розставлена (Carex distans L., 1759), Покісниця гігантська (Puccinellia gigantea (Grossh.) Grossh., 1928). В різнотрав’ї представлені Козельці дрібноквіткові (Scorzonera parviflora Jacq., 1776), Алтея лікарська (Althaea officinalis L., 1753), Подорожник солончаковий (Plantago maritima L.), Перстач повзучий (Potentilla reptans L., 1753), Морква дика (Daucus carota L., 1753) тощо.
Степова рослинність представлена піщаними степами, які формуються на найбільш високих ділянках переважно по периферії урочища, і займають незначні площі. Тут домінують дернинні злаки - Житняк Лавренка (Agropyron lavrenkoanum Prokud.), Костриця Беккера (Festuca beckeri (Hack.) Trautv., 1884), Ковила дніпровська (Stipa borysthenica Klokov ex Prokudin, 1951), Кипець піщаний (Koeleria sabuletorum (Domin) Klokov), за участю кореневищних злаків - Житняка пухнастоквіткового (Agropyron dasyanthum Ledeb., 1820), Куничника наземного (Calamagrostis epigejos (L.) Roth, 1788), Осоки колхідської (Carex colchica J.Gay). Серед різнотрав’я домінують ксерофіти – Гвоздика плоскозуба (Dianthus platyodon Klokov), Цмин щитконосний (Helichrysum corymbiforme Opperm. ex Katina), Молочай Сегієрів (Euphorbia seguieriana Neck., 1770), Скабіоза українська (Scabiosa ucrainica L.), Волошка короткоголова (Centaurea breviceps Iljin, 1927), Козельці дніпровські (Tragopogon borysthenicus Artemczuk), Жовтозілля дніпровське (Jacobaea borysthenica (DC.) B.Nord. & Greuter, 2006 [=Senecio borysthenicus (DC.) Andrz. ex Czern.]). Значна роль належить напівкущикам – Полину Маршала (Artemisia marschalliana Spreng., 1826) та Чебрецю дніпровському (Thymus borysthenicus Klokov & Des.-Shost., 1927). Між дернинами велике значення мають ефемери - Бурачок малий (Alyssum minutum Schltdl. ex DC., 1821), Костянець зонтичний (Holosteum umbellatum L., 1753), Роговик український (Cerastium ucrainicum Pacz. ex Klokov), Роговик Шмальгаузена (Cerastium schmalhausenii Pacz.), Вероніка Ділена (Veronica dillenii Crantz), Вероніка польова (Veronica arvensis L.). По сухих зниженнях та на схилах північних експозицій, особливо у їх нижніх частинах, піщані степи більш вологолюбиві. Серед дернинних злаків тут домінують Костриця Беккера (Festuca beckeri (Hack.) Trautv., 1884) та Житняк Лавренка (Agropyron lavrenkoanum Prokud.). Зростає роль у рослинному покриві кореневищних Куничника наземного (Calamagrostis epigejos (L.) Roth, 1788) та Осоки колхідської (Carex colchica J.Gay). З різнотрав’я до домінантів долучаються Оман пісковий (Inula salicina L., 1753) та Деревій чорноморський (Achillea euxina Klokov, 1954). Також досить часто зустрічаються тут чагарники: Дрік сибірський (Genista sibirica L., 1771) та Верба розмаринолиста (Salix rosmarinifolia L., 1753). Добре розвинений мохово-лишайниковий покрив, представлений Тортулою пісковою (Tortula ruraliformis (Besch.) Ingh.), Цератодоном пурпурним (Ceratodon purpureus (Hedw.) Brid., 1826), Сакоморфою багновою (Saccomorpha uliginosa (Schrader) Haf. Beih.), Кладонією листуватою (Cladonia foliacea (Huds.) Willd., 1787), Кладонією оленячерогою (Cladonia rangiformis Hoffm.), Цетрарією шипуватою (Cetraria aculeata (Schreb.) Fr.), Неофусцелією Покорни (Neofuscelia pokornii (Zahlbr.) Essl.).

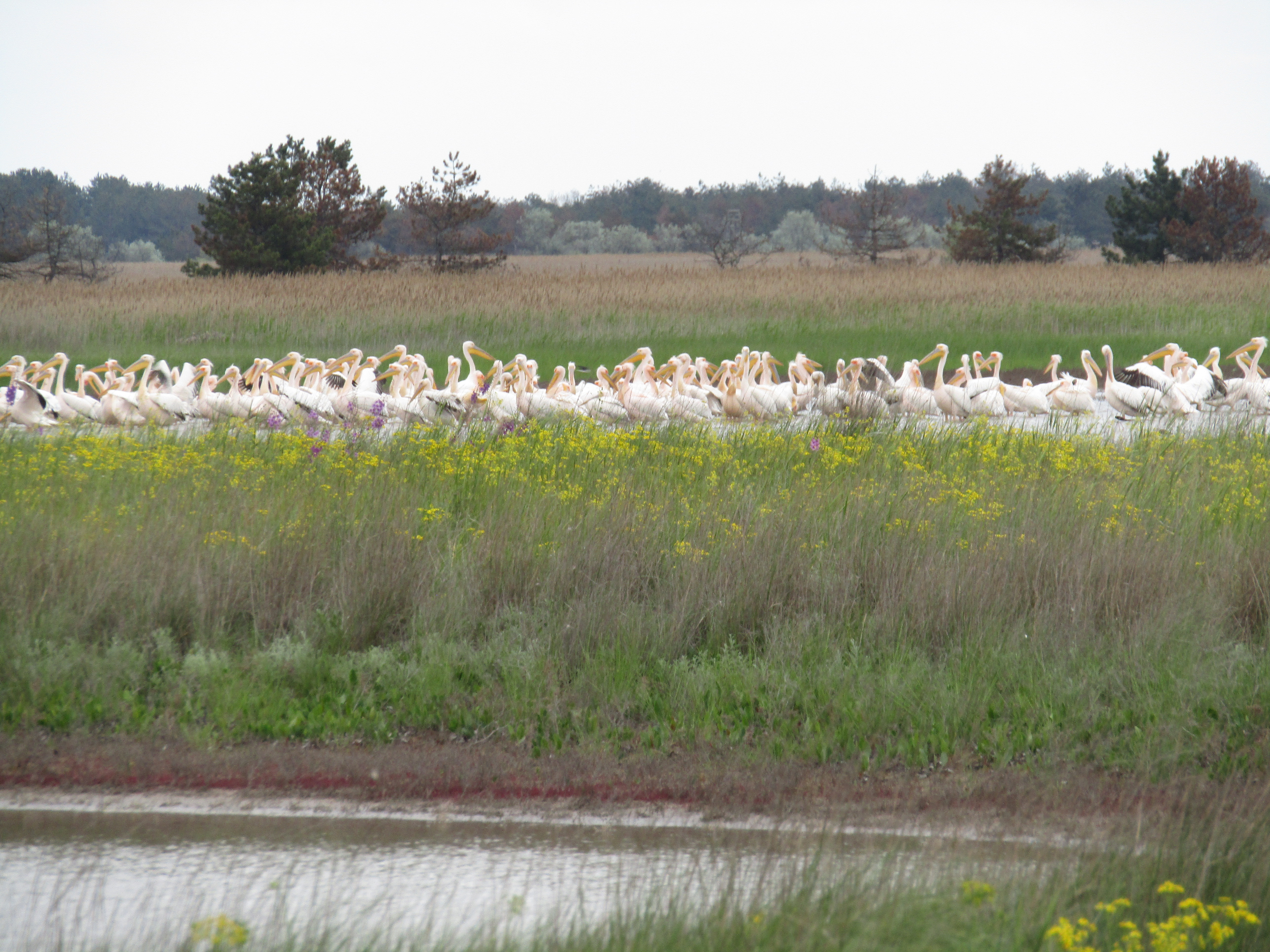
Пелікан рожевий (Pelecanus onocrotalus Linnaeus, 1758) на відпочинку на одному з Куцурубських озер. Фото Чауса В.Б.

Значна частина піщаного пасма зайнята штучними лісовими насадженнями, які в екстремальних клімато-ґрунтово-гідрологічних умовах знаходяться у пригніченому, стресовому стані (особливо після ви снаження верховодки), зі значним відсотком сухостою. Працівники ДП "Очаківське ЛМГ" значне усихання також пов'язували з досягненням кореневою системою солоних ґрунтових вод (особисте повідомлення). По південним північно-східним окраїнам урочища зустрічаються зарості інвазивної Маслинки вузьколистої (Elaeagnus angustifolia L., 1753).
Луки угіддя, що не увійшли до складу заповідної зони, в довійськовий час використовувались місцевим населенням як сіножаті.

## Фауна
Орнітофауна. З 52 видів водно-болотних птахів Кінбурнського півострову більша частина (41 вид) входить до складу гніздової орнітофауни ур. Бієнкові плавні. Серед них доведено гніздування таких видів, як Пірникоза чорношия (Podiceps nigricollis C.L. Brehm), Пірникоза велика (Podiceps cristatus Linnaeus), Бугай (Botaurus stellaris Linnaeus), Бугайчик звичайний (Ixobrychus minutus Linnaeus), Квак (Nycticorax nycticorax Linnaeus [=Ardea nycticorax Linnaeus, 1758]), Чапля жовта (Ardeola ralloides (Scopoli, 1769)), Чепура велика (Egretta alba Linnaeus [=Ardea alba Linnaeus, 1758]), Чепура мала (Egretta garzetta Linnaeus), Чапля сіра (Ardea cinerea Linnaeus), Чапля руда (Ardea purpurea Linnaeus), Гуска сіра (Anser anser Linnaeus), Лебідь-шипун (Cygnus olor Gmelin), Галагаз (Tadorna tadorna Linnaeus), Крижень (Anas platyrhynchos Linnaeus), Нерозень (Anas strepera Linnaeus), Чернь червонодзьоба (Netta rufina Pallas), Попелюх звичайний (Aythya ferina Linnaeus), Чернь білоока (Aythya nyroca Guldenstadt), Лунь очеретяний (Circus aeruginosus Linnaeus), Пастушок (Rallus aquaticus Linnaeus), Курочка водяна (Gallinula chloropus Linnaeus), Лиска звичайна (Fulica atra Linnaeus), Пісочник малий (Charadrius dubius Scopoli), Чайка чубата (Vanellus vanellus Linnaeus), Кулик-довгоніг (Himantopus himantopus Linnaeus), Чоботар (Recurvirostra avosetta Linnaeus), Коловодник звичайний (Tringa totanus Linnaeus), Кобилочка солов'їна (Locustella luscinioides Savi), Очеретянка індійська (Acrocephalus agricola Jerdon), Очеретянка ставкова (Acrocephalus scirpaceus Hermann), Очеретянка велика (Acrocephalus arundinaceus Linnaeus), Синиця вусата (Panurus biarmicus Linnaeus), Ремез звичайний (Remiz pendulinus Linnaeus), Вівсянка очеретяна (Emberiza schoeniclus Linnaeus). Потенційно в урочищі можуть гніздитись Пірникоза мала (Podiceps ruficollis Pallas), Пірникоза сірощока (Podiceps grisegena Boddaert), Баклан малий (Phalacrocorax pygmaeus Pallas), Чирянка велика (Anas querquedula Linnaeus), Погонич звичайний (Porzana porzana Linnaeus).

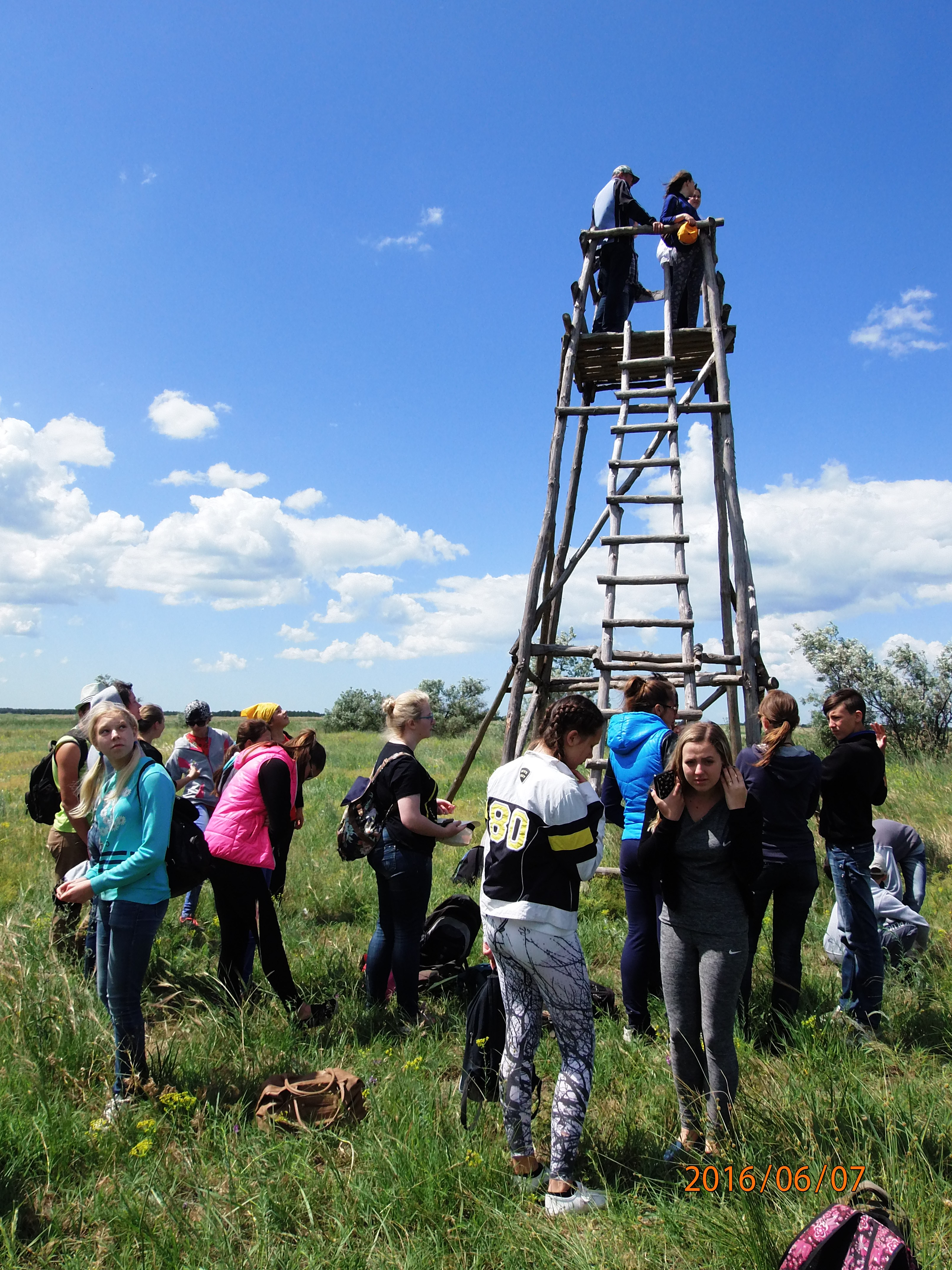
Спостереження за орнітофауною ур. Бієнкові плавні під час екотуристичної екскурсії. Фото Тарабан С.В.

Озера Бієнкових плавнів завдяки розташуванні на шляху міграцій і кормовій базі підтримують життєдіяльність великих скупчень Пеліканів рожевих (Pelecanus onocrotalus Linnaeus, 1758) - до 500-2500 особин, Мартина каспійського (Larus ichthyaetus (Pallas, 1773)) - до 500 особин, та одну з найбільших на півдні України колонії чапель — до 600 пар.
Під час міграцій на відпочинок в угідді зупиняються Косар (Platalea leucorodia Linnaeus), Коровайка (Plegadis falcinellus Linnaeus), Лелека чорний (Ciconia nigra Linnaeus), Огар (Tadorna ferruginea Pallas), Гоголь (Bucephala clangula Linnaeus), Скопа (Pandion haliaetus Linnaeus), Шуліка чорний (Milvus migrans Boddaert), Лунь польовий (Circus cyaneus Linnaeus), Лунь лучний (Circus pygargus Linnaeus), Підорлик малий (Aquila pomarina C. L. Brehm), Підорлик великий (Aquila clanga Pallas), Орлан-білохвіст (Haliaeetus albicilla Linnaeus), Балабан (Falco cherrug Gray), Кулик-сорока (Haematopus ostralegus Linnaeus), Коловодник ставковий (Tringa stagnatilis Bechstein), Баранець великий (Gallinago media Latham), Кульон великий (Numenius arquata Linnaeus), Кульон середній (Numenius phaeopus Linnaeus), Крячок каспійський (Hydroprogne caspia Pallas), Сорокопуд червоноголовий (Lanius senator Linnaeus), Сорокопуд сірий (Lanius excubitor Linnaeus). Частина зі вказаних видів гніздиться на суміжних територіях та / або зимує.
Велика кількість птахів та відкритість території дуже сприятливі для розвитку зеленого туризму та "бьордвотчінгу".

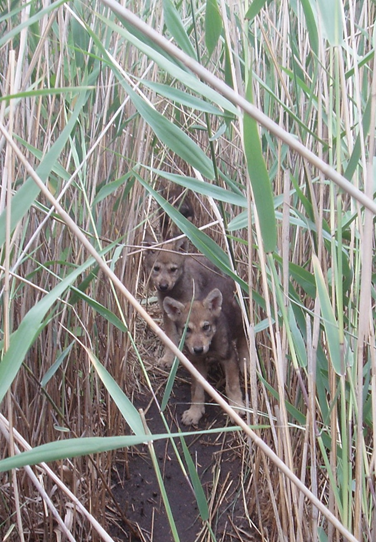
Цуценята Вовка (Canis lupus Linnaeus, 1758) в Бієнкових плавнях. Фото Нєпєїна А.Ю.

Теріофауна урочища через значне антропогенне навантаження в регіоні значно трансформована, тому статус перебування ряду її представників у складі біорізноманіття Бієнкових плавнів досить сумнівний. Так, зазначена у ряді джерел Норка європейська (Mustela lutreola (Linnaeus, 1761)) з великою ймовірністю з регіону зникла, а її реєстрація відноситься до Американської норки (Neogale vison (Schreber, 1777)), хоча наразі реалізації плану по її відновлення на Нижньому Дніпрі Бієнкові плавні можуть зіграти одну з ключових ролей. Кутора мала (Neomys anomalus Cabrera, 1907) включена до списку біорізноманіття потенційно, адже безпосередньо на території урочища або у межуючому з ним Волижиним лісом вона не реєструвалась. Горностай (Mustela erminea (Linnaeus, 1758)) , аналогічним чином, за останні 50 років, ймовірно, зник, натомість Ласка (Mustela nivalis (Linnaeus, 1766)) входить до чинних переліків, адже спорадично спостерігалась працівниками науково-дослідного відділу (особисті дані).
У довійськовий час на території угіддя та суміжного з ним Волижиного лісу регулярно спостерігались Видра річкова (Lutra lutra (Linnaeus, 1758)), Борсук (Meles meles (Linnaeus, 1758)), Куниця кам`яна (Martes foina Erxleben, 1777), Заєць сірий (Lepus europaeus Pallas, 1778), Кандибка пустельний (Stylodipus telum (Lichtenstein, 1823)), Сліпак піщаний (Spalax arenarius (Reshetnik, 1939)), Хом`ячок сірий (Cricetulus migratorius (Pallas, 1773)), Лисиця звичайна (Vulpes vulpes (Linnaeus, 1758)), Вовк (Canis lupus Linnaeus, 1758), Єнотовидний собака (Nyctereutes procyonoides (Gray, 1834)), Житник пасистий (Apodemus agrariu (Pallas, 1771)), Мишак уральський (Sylvaemus uralensis (Pallas, 1811)), Мишак європейський (Sylvaemus sylvaticus (Linnaeus, 1758)), Миша хатня (Mus musculus Linnaeus, 1758), Миша курганцева (Mus spicilegus Petényi, 1882), Мишка лучна (Micromys minutus (Pallas, 1771)), Пацюк сірий (Rattus norvegicus (Berkenhout, 1769)), Полівка східноєвропейська (Microtus rossiaemeridionalis Ognev, 1924), Полівка гуртова (Microtus socialis (Pallas, 1773)), спорадично зустрічається Куниця лісова (Martes martes (Linnaeus, 1758)). Для годівлі на територію угіддя періодично заходять Сарна європейська (Capreolus capreolus (L., 1758)), Кабан (Sus scrofa Linnaeus, 1758), здичавілий Кінь свійський (Equus ferus caballus Linnaeus, 1758). В останні роки суттєво зростає чисельність Шакалу звичайного (Canis aureus Linnaeus, 1758), інвазія якого пов`язана з кліматичними змінами.

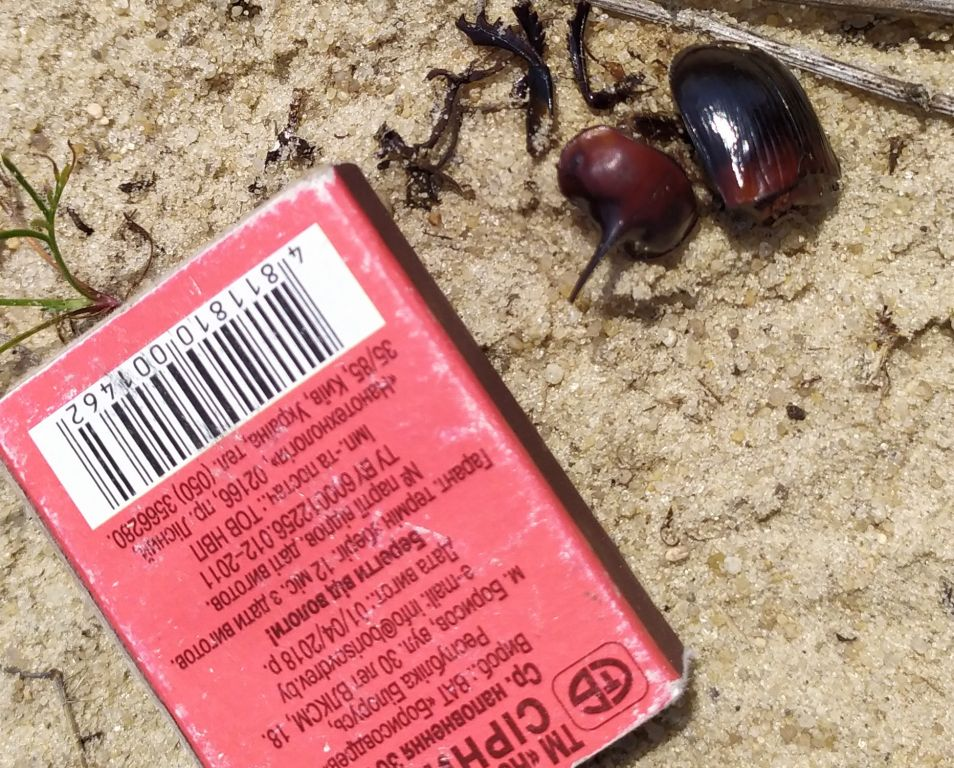
Рештки Цератофія багаторогого (Ceratophyus polyceros (Pallas, 1771)) на межі урочищ Бієнкові плавні та Волижин. Фото Maria Ghazali

Герпетофауна та батрахофауна угіддя представляють Полоз сарматський (Elaphe sauromates Pallas, 1811), Полоз каспійський (Dolichophis caspius (Gmelin, 1789)), Гадюка степова (Vipera renardi (Christoph, 1861)), Болотна черепаха європейська (Emys orbicularis (Linnaeus, 1758)), Вуж водяний (Natrix tessellata (Laurenti, 1768)), Вуж звичайний (Natrix natrix (Linnaeus, 1758)), Ящірка прудка (Lacerta agilis Linnaeus, 1758), Ящірка різнобарвна (Eremias arguta (Pallas, 1773)), Рахкавка звичайна (Hyla arborea (Linnaeus, 1758)), Часничниця звичайна (Pelobates fuscus (Laurenti, 1768)).
Іхтіофауна. Відносно високу рибопродуктивність ще зберігає акваторія Дніпро-Бузького лиману. За особистими даними наших співробітників та результатами науково-дослідної роботи його просторі мілководдя служать місцем нагулу  прохідних і напівпрохідних видів риб: Тарані (Rutilus rutilus (Linnaeus, 1758)), Ляща (Abramis brama Linnaeus, 1758), Судака звичайного (Sander lucioperca (Linnaeus, 1758)), Коропа європейського (Cyprinus carpio Linnaeus, 1758), Лосося чорноморського (Salmo trutta labrax Pallas, 1814), Оселедця чорноморського (Alosa immaculata Bennett, 1835), Шемаї чорноморської (Alburnus sarmaticus Freyhof & Kottelat, 2007), Білуги (Huso huso (Linnaeus, 1758)), Осетра руського (Acipenser gueldenstaedtii Brandt, 1833), Севрюги (Acipenser stellatus Pallas, 1771), Атерини чорноморської (Atherina boyeri pontica Risso, 1810), Карася сріблястого (Carassius gibelio (Bloch, 1782)) тощо. В озерах нерестяться переважно атерина, карась сріблястий та короп, але для них також характерними є ікроїди - Колючка дев'ятиголкова (Pungitius pungitius Linnaeus, 1758) та Колючка триголкова (Gasterosteus aculeatus Linnaeus, 1758).

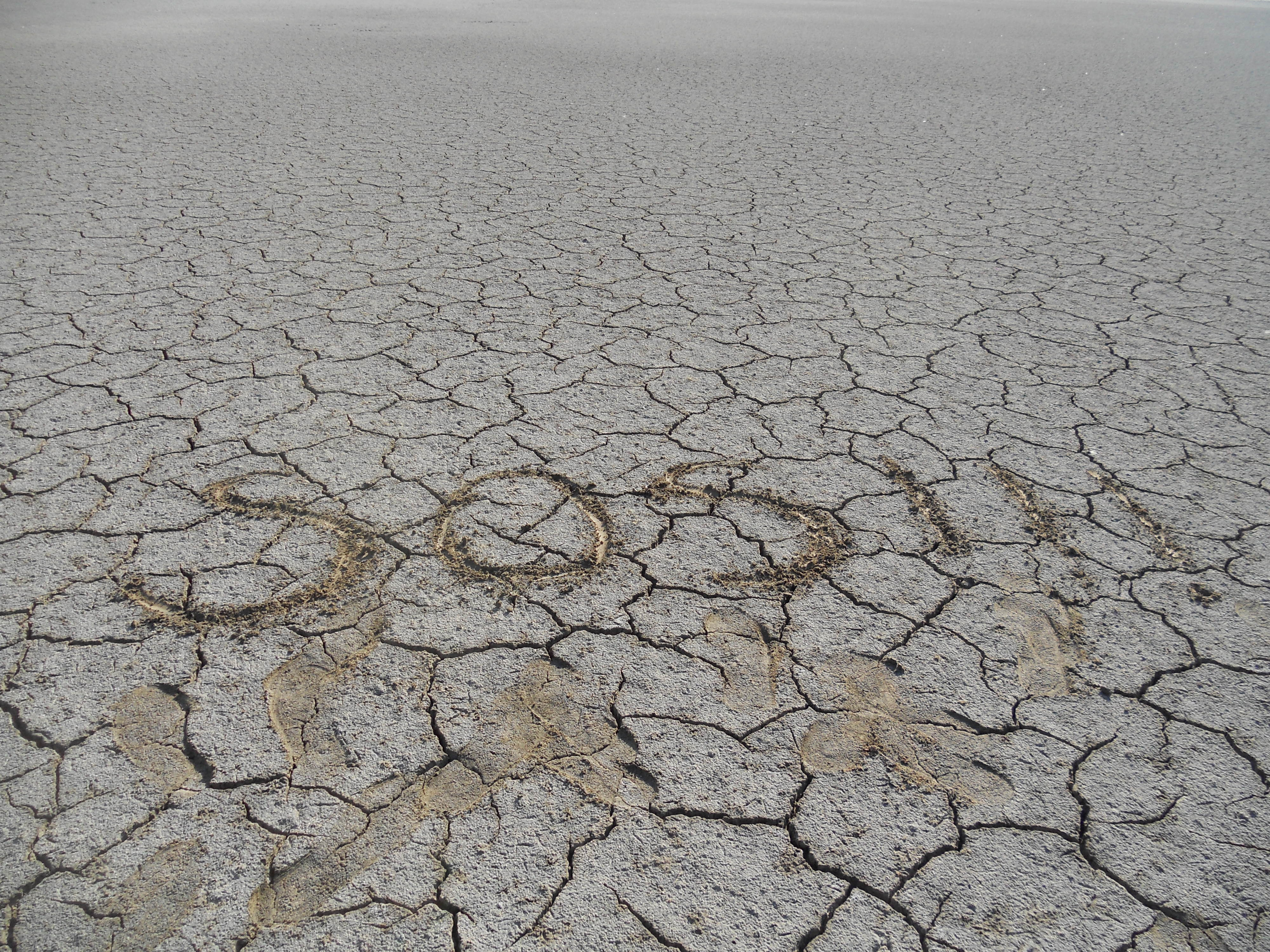
Дно пересохлого озера до відновлення гідрологічного режиму. Фото Чауса В.Б.

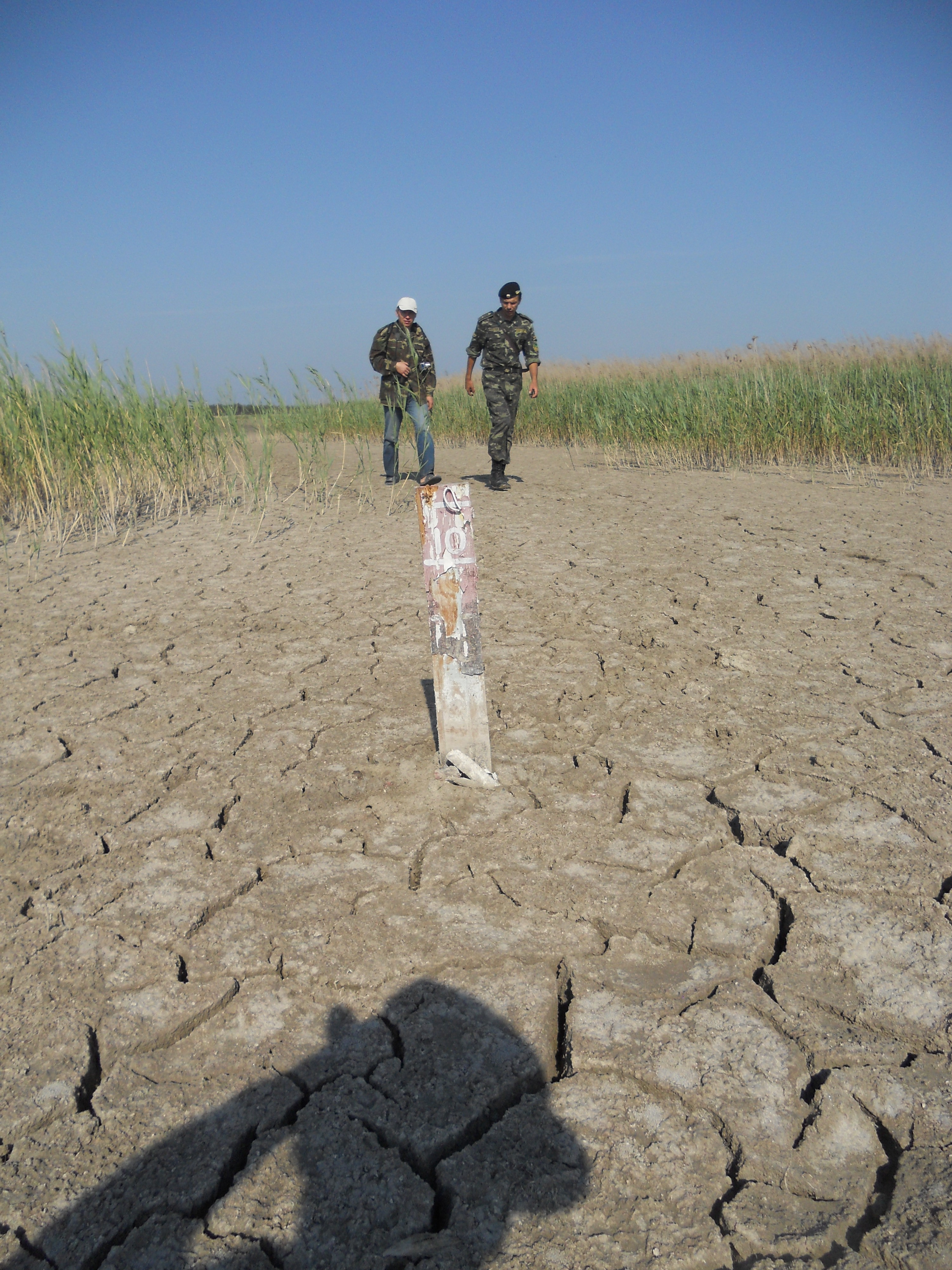
Співробітники служби державної охорони НПП на обстеженні озера. Фото Чауса В.Б.

Ентомофауна урочища Бієнкові плавні вивчена лише за окремими таксономічними групами. Фактично підтвердженими достатньо рідкісними видами для нього є Махаон (Papilio machaon Linnaeus), Подалірій (Iphiclides podalirius Linnaeus), Поліксена (Zerintia polyxena Denis et Schiffermuller), Зегрис Евфема (Zegris eupheme Esper.), Ксилокопа звичайна (Xylocopa valga Gerstaecker), Ксилокопа фіолетова (Xylocopa violacea Linnaeus, 1758), Лярра анафемська (Larra anathema Rossi, 1790), Сколія степова (Scolia hirta Schranck), Сколія жовтоголова (Scolia dejeani Vander Linden), Сколія чотирикрапкова (Сampsoscolia sexmaculata Fabricius), Дозорець імператор (Anax imperator Leach). На межі урочища та в межах сусіднього Волижиного лісу також підтвердженими є Цератофій багаторогий (Ceratophyus polyceros (Pallas, 1771)), Емпуза смугаста (Empusa fasciata Brulle), Ірис плямистий (Iris polystictica (Fischer-Waldheim, 1846)), Дибка степова (Saga pedo (Pallas, 1771)), Турун бесарабський (Carabus bessarabicus (Fischer von Waldheim, 1823)), Сатурнія велика (Saturnia pyri (Denis & Schiffermüller, 1775)), Сатурнія середня (Eudia spini (Denis & Schifermüller, 1775)), Сколія-гігант (Megascolia maculata (Drury, 1773)), Джміль моховий (Bombus muscorum (Linnaeus, 1758)), Джміль глинистий (Bombus argillaceus (Scopoli, 1763)) та Ктир велетенський (Satanas gigas (Eversmann, 1855)).

## Відновлення гідрологічного режиму

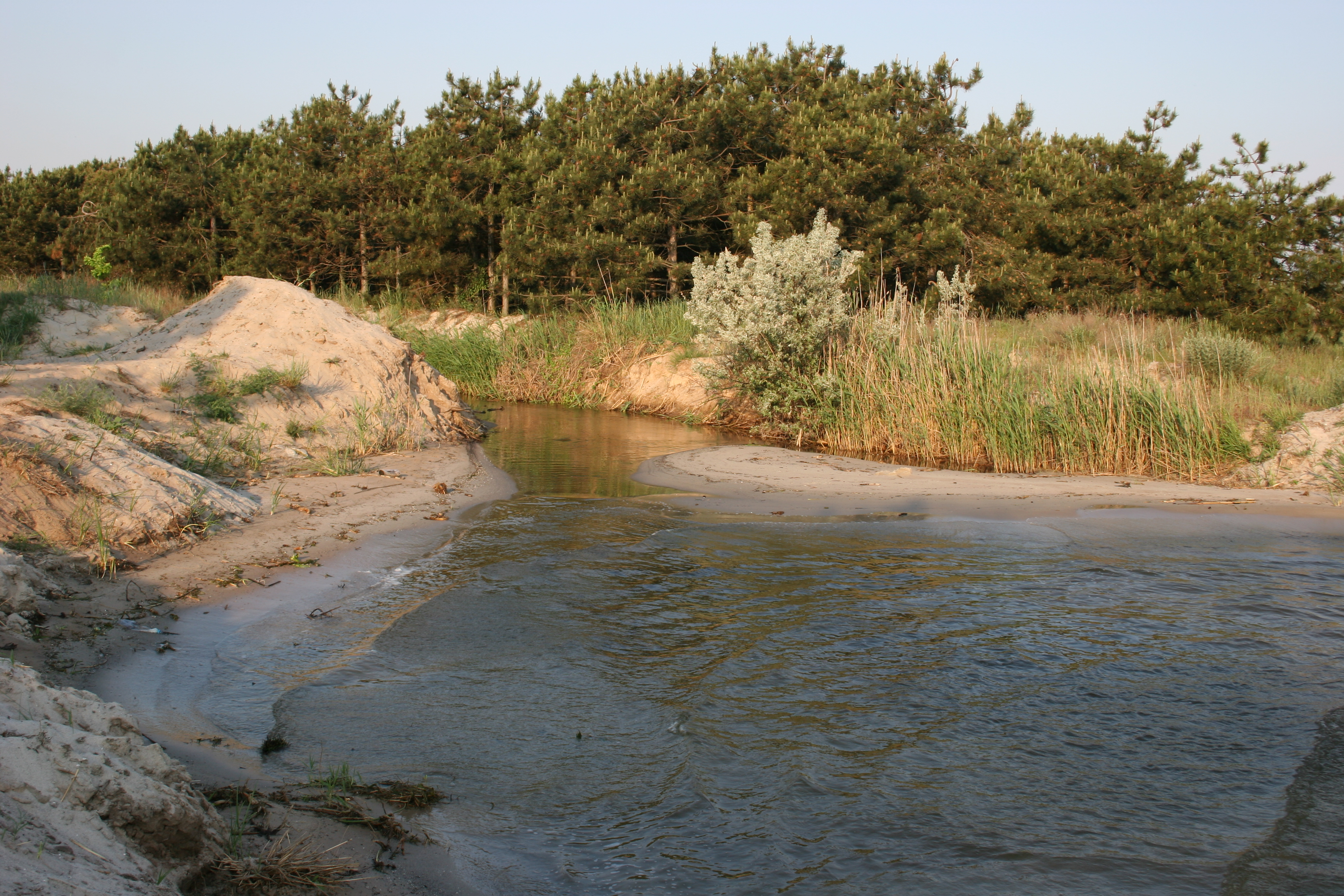
Гирло каналу К-1. Фото Чауса В.Б.

З початку 1990-93 років внаслідок заростання природних водо-обмінних каналів знизився об’єм та інтенсивність  надходження води у внутрішні озера , що відповідно зменшило площу водного дзеркала та чисельність мисливських видів птахів. В 1994 році новоствореним об’єктом ПЗФ РЛП "Кінбурнська коса" було прокладено штучний водо-обмінний канал який на деякий час поліпшив гідрологічний стан угіддя. В 2000 році  силами регіонального ландшафтного парку  була  проведена  своєрідна реконструкція каналу та його поглиблення  внаслідок чого угіддя досягло найбільших своїх показників біопродуктивності особливо в нерестових заходах риб сімейства коропових (в каналі фіксувалось до 2 тон на годину маточного поголів’я) так і максимальних показників чисельності насамперед рибоїдних птахів:   так чисельність пелікана рожевого становила більше 2500 особин. Своєрідні відомчі протиріччя між РЛП "Кінбурнська коса" та офіційним землекористувачем  ВБУ Бієнкові плавні, на той час Очаківським лісомисливським господарством (структурним підрозділом Миколаївського обласного управління лісового та мисливського господарства) завадили проведенню робіт по підтриманню робочому стану каналу  в наступні роки. Внаслідок цього станом на  20.09.2014 року залишкова площа під водою в озерній системі Бієнкових плавнів склала 0,94 гектари,  залишковий об’єм  води- 1900 м.куб. Після утворення і початку роботи дирекції національного природного парку "Білобережжя Святослава" в 2012 році питання відновлення водообміну вирішувалось на підставі доопрацьованого окремого Проекту, за підтримки ГО "Українське товариство охорони птахів" та компанії Кока-Кола Україна. В 2014 році завдяки такої співпраці  було прокладено два водообміних канали  К-1 та К-2 загальною довжиною 1200 метрів. Всього на території плавнів станом на травень 2015 року потрапило 1964,94 тис.м.куб. води з них 460,77 тис.м.куб. приходилось на озера з відкритою поверхнею та 1534,17 тис.м.куб. на зарослі плавневі масиви, розливи та затоплювані луки. Загальна площа обводнених  комплексів склала 562,47 га.
Протягом всього наступного періоду спостережень заходи риби на нерест в озерну систему  відновились і стали постійними з 2015 року по прокладеним каналам. Видовий склад риб що заходив на нерест:  епізодично щука, бичок періодично, атерина, карась сріблястий та сазан постійно.
Прокладання та відповідно стабільне функціонування двох каналів має позитивний вплив на стан водної акваторії, сприяло підвищенню біологічної стійкості водойми в тому числі за рахунок руху  водних потоків у внутрішніх озерах по проточній схемі. Зафіксовано численні випадки надходження води по каналу К-1 та вихід її каналом К-2 в той же самий час і навпаки. Відновлювалися і показники видового різноманіття та чисельності орнітофауни. Враховуючи це, вже при розробці Проекту функціонального зонування НПП в 2014-2018 роках територію Бієнкових плавнів з прилеглою акваторією Дніпро-Бузького лиману було включено до складу заповідної зони національного природного парку «Білобережжя Святослава» загальною площею 922 гектари.
Відновлений плавневий комплекс також з 2015 року став об’єктом  еколого-освітньої діяльності  заповідних установ  національного природного парку "Білобережжя Святослава" та регіонального ландшафтного «Кінбурнська коса». Бієнкові плавні почали частіше використовувати для проведення наукових досліджень і спостережень, організації експедицій та польових практик, краєзнавчих екскурсій в тому числі на спеціально розробленому  орнітологічному маршруті ("bird watching") та еко-стежці під назвою "Відновлений Рай" де було встановлено декілька спостережних веж. Проведенню комплексу еколого-освітніх заходів сприяла в період до 2020 року  наявність на південній межі угіддя  контактного міні-зоопарку Кінбурнського лісництва.

## Вплив військових дій внаслідок агресії РФ
При розгляді впливу військових дій на природні комплекси завжди слід розглядати дуалістичній факторів впливу, для яких характерні як негативний, так і позитивний вплив.
Територія Кінбурнського півострову взагалі та угіддя Бієнкові плавні зокрема станом на 2 лютого 2024 року залишається у тимчасовій окупації та в зоні активних ракетно-артилерійських бойових дій. Як свідчать дані супутникового моніторингу активних пожеж, перші займання на території Кінбурну в межах Миколаївської області (вочевидь, в результаті бойових дій) сформувались 13 березня 2022 року.
Найбільш масштабним фактором негативного впливу виявились саме пожежі. Так, за період з 24 січня 2022 року по 31 жовтня 2023 року на території Кінбурнського півострова (в межах Миколаївської області) за результатами аналізу даних із супутників Sentinel-2 було зафіксовано 280 загальною площею враження 7216,74 га. З них 208 пожеж прийшлось на територію НПП "Білобережжя Святослава" для площі 6347,54 га (з яких 462,78 га було вражено повторно). Саме урочище Бієнкові плавні постраждало наприкінці серпня 2022 року на площі 513,70 га.

Розвиток пожежі в ур. Бієнкові плавні 27 серпня 2022 року за даними комбінації SWIR супутнику Sentinel-2

В червні 2023 року відбулось затоплення ділянок прилиманських територій внаслідок руйнування греблі Каховської ГЕС. Загальна площа затоплених ділянок склала  2530 га, в тому числі 1472 га НПП Білобережжя Святослава, 942 га РЛП Кінбурнська коса, 116 га Чорноморський БЗ (заповідна ділянка Волижин Ліс).

## Перелік використаної літератури
1. 1 2 3 4 5 6 7 8  Проект організації території національного природного парку "Білобережжя Святослава", охорони, відтворення та рекреаційного використання його природних комплексів і об`єктів. - Миколаїв: ТОВ "Український експертний центр по вимірюванню та оцінці", 2015. У 3х томах: Том 1 - 189 с.; Том 2 - 260 с.; Том 3 - 155 с. Затверджено наказом Міністерства екології та природних ресурсів України від 2018.03.06 за №80.
2. ↑  Дубына Д.В., Шеляг-Сосонко Ю.Р. Плавни Причерноморья. – К.: Наук. думка, 1989. – 272 с.
3. 1 2  Карта области Таврической, состоящей из семи уездов с прикосновенными Екатеринославского и Кавказского наместничеств землями. 1787 год. Масштаб: 8 верст в 1 английском дюйме.
4. ↑  Подробная карта Российской Империи и близлежащих заграничных владений. 1804-1816 гг. Лист 32. Масштаб 20 верст в 1 дюйме.
5. 1 2 3 4  Кривульченко А.І. Кінбурн: ландшафти, сучасний стан та значення. - Кропивницький: Центрально-Українське видавництво. 2016. - 416 с. ISBN 978-966-130-107-7.
6. ↑  Volodymyr Vynnychenko Central Ukrainian State University, Kropyvnytskyi, Ukraine; Kryvulchenko, A. S. (13 липня 2023). Мікроморфологічні та морфоскопічні параметри піщаних зерен як інтерпретаційна ознака генезису Кінбурнської арени. Ukrainian geographical journal. Т. 2023, № 2. с. 3—12. doi:10.15407/ugz2023.02.003. Процитовано 5 січня 2025.
7. 1 2 3 4 5  Довідник найцінніших природних територій Кінбурнського півострова в межах Миклаївської області / Під ред. Г.В. Коломієць, Я.І. Мовчана, Т.І. Котенко. — К.: Інститут зоології ім. І.І.Шмльгаузена НАН України, 2008. - 96 с.
8. 1 2 3 4 5  iNaturalist. iNaturalist (укр.). Процитовано 4 лютого 2024.
9. 1 2 3 4 5 6 7 8 9 10 11 12 13 14 15  Редінов К.О., Мойсієнко І.І., Нєпеін А.Ю., Петрович З.О., Марчинська-Андрєєва О.О. Біорізноманіття урочища "Бієнкові плавні" на Кінбурнському півострові та проблеми його збереження (Миколаївська область) // Сборник научных трудов ГНБС, 2013, Том 135, С.33-42.
10. ↑  Пирогова П.В. Санітарний стан соснових насаджень західної частини Нижньодніпровських пісків // Лісівництво і агролісомеліорація, 2016,  Вип.129, С.169-174.
11. ↑  Шевчук В.В., Тимощук І.В. Результати довгострокового вивчення причин виникнення лісових пожеж в соснових насадженнях Херсонської області // Наукові читання, присвячені Дню науки. Екологічні дослідження Дніпровсько-Бузького регіону, 2016, Вип.9, С.35-40.
12. ↑  Black Sea Biosphere Reserve, NAS Ukraine (Hola Prystan, Ukraine); Selyunina, Zoya (7 червня 2017). Review of the family Mustelidae in the region of the Black Sea Biosphere Reserve [Огляд родини Куницевих (Mustelidae) регіону Чорноморського біосферного заповідника]. Proceedings of the Theriological School. Т. 2017, № 15. с. 49—57. doi:10.15407/ptt2017.15.049. Процитовано 5 січня 2025.
13. ↑  Волох А.М. Охотничьи звери Степной Украины. Часть 1. ФЛП Гринь Д.С., Херсон, 2014. - 412 с.; Часть 2. ФЛП Гринь Д.С., Херсон, 2015. - 401 с.
14. 1 2 3  Селюнина З.В. Результаты мониторинга териофауны Черноморского биосферного заповедника в 2000-2012 гг. // Природничий альманах, 2012, Вип.18, С.147-167.
15. 1 2 3  Black Sea Biosphere Reserve, NAS Ukraine (Hola Prystan, Ukraine); Selyunina, Zoya (7 червня 2017). Review of the family Mustelidae in the region of the Black Sea Biosphere Reserve [Огляд родини Куницевих (Mustelidae) регіону Чорноморського біосферного заповідника]. Proceedings of the Theriological School. Т. 2017, № 15. с. 49—57. doi:10.15407/ptt2017.15.049. Процитовано 5 січня 2025.
16. ↑  Селюнина З.В. Многолетний мониторинг динамики численности мышевидных грызунов Черноморского заповедника // Вестник зоологии, 2003, Том 37, Вып.2, С.23-30.
17. ↑  Поствоєнний розвиток природно-заповідного фонду Миколаївщини. Миколаїв - Київ - Чернівці: Друк Арт, 2023. – 224 с. (Серія: "Conservation Biology in Ukraine". – Вип. 33). ISBN 978-617-8129-56-9.
18. 1 2  UkrBIN. Ceratophyus polyceros (Pallas, 1771). https://ukrbin.com/index.php?id=6953. {{cite book}}: Зовнішнє посилання в |title= (довідка)
19. ↑  Ніточко М.І. Рідкісні види комах у регіоні Чорноморського біосферного заповідника НАН України // Матеріали до 4-го видання Червоної книги України. Тваринний світ / Серія: "Conservation Biology in Ukraine". – Вип. 7, Т.3. – Київ, 2019. – С. 237–250.
20. ↑  Давиденко В.М., Чаус В.Б. Кінбурнський півострів, Кінбурнська коса, Білобережжя…: науково-популярне видання – Миколаїв: Вид-во ЧНУ ім. Петра Могили, 2018. – 96 с. ISBN 978-966-336-397-4.
21. ↑  Загороднюк І.В., Вишневський Д.О. Втрати та зміни біорізноманіття в зонах тривалих бойових дій в Україні: теріологічна складова (2014-2022) // Вісник Національної Академії Наук України, 2022, Вип.11, С.60-78. DOI: 0.15407/visn2022.11.060.
22. ↑  NASA FIRMS (Fire Information for Resource Management System). https://firms.modaps.eosdis.nasa.gov/map/. {{cite book}}: Зовнішнє посилання в |title= (довідка)
23. 1 2  Sentinel-Hub EO Browser. https://apps.sentinel-hub.com/eo-browser/. {{cite book}}: Зовнішнє посилання в |title= (довідка)
24. ↑  Моніторинг пожеж в результаті бойових дій. Науково-дослідний відділ НПП "Білобережжя Святослава". https://arcg.is/1vLTmy1. {{cite book}}: Зовнішнє посилання в |title= (довідка)